# 吉水东吴墓
吉水东吴墓位于中国江西省吉安市吉水县吉水博物馆内，于1991年8月被发掘。在海昏侯墓发现之前被称为“江西第一大墓”。2013年被列为第七批全国重点文物保护单位。

## 历史
在吉水县城文峰镇南郊，原有一个高大土堆，上面还有三个突出土包。谭绍死后葬于吉水城郊的张家屋下东侧，共3家，“品”字形排列，封土高8至9米形，状如同人们用于敬神的“斋饭”，因而得名“三碗斋”。1991年8月京九铁路施工中发现其为古墓。经过发掘，这个墓葬墓室顶呈金字塔型，大墓有回廊。墓中出土了120余件随葬品，有铜、铁、陶、瓷、石质器皿。经国家文物局考古专家实地考察后认定，此墓为“东汉大型藻井砖室土墩墓”，建于三国东吴晚期。经过考古学家查阅资料后判断这座墓葬可能是东吴将领谭绍的。因为吴国内变，谭绍一家被牵连，只能回到老家吉水县城郊谭埠村。因为谭绍的影响力在当地很大，拥有这么大的墓葬是可能的。由于能够完成建设京九铁路的同时保护墓葬，大墓在原址上整体向西移动了近200米，对原大墓的每块砖的位置进行了编号，按“一比一”的比例重修，并在大墓周围建吉水县博物馆，将其包括在内，供旅客参观。“三碗斋”也在大墓发掘后因为乡村建设已经不复存在。